# Sinchon-dong, Seoul
Sinchon-dong (koreanska: 신촌동)  är en stadsdel i stadsdistriktet Seodaemun-gu i Sydkoreas huvudstad Seoul.